# HAS a.k.a.EL
HAS a.k.a.EL（ハスエーケーエーエル）は、福井県出身のラッパーである。 LGC RECORDS代表。

## 略歴
- 2002年から東京都内でライブへの出演を始め、2003年からヒップホップグループに入った（のちに脱退）[1]。
- 2006年 - 東京city競馬場　ダイヤモンドターンCMの音楽を担当する。
- 2012年 - アート・ユニオン（株）よりLABORGROOVEとして1stアルバム「labor」の全国リリースを果たす。
- 2018年 - TOYBOX（株）より2nd アルバム「DIG THE LIFE」をリリース。
- （株）田中化学研究所のTVCMの音楽を担当
- 2019年 - フェニックスMC BATTLE　主催運営。[2]
- 2020年 - LGC RECORDSを設立。
- 2020年11月2日に、新曲「What's going on」の配信を開始した[1]。
- 2022年10月24日 - Digital Single『Gotta Be Me feat.Kyte』の配信を開始した